# Isaac C. Kidd
Isaac Campbell Kidd (ur. 26 marca 1884 w Cleveland, zm. 7 grudnia 1941 w Pearl Harbor) – amerykański wojskowy, kontradmirał United States Navy, poległy na pokładzie pancernika „Arizona” podczas ataku na Pearl Harbor jako pierwszy tak wysokiej rangi oficer amerykański zabity w akcji podczas II wojny światowej. Pośmiertnie odznaczony Medalem Honoru.

## Życiorys
Isaac C. Kidd uczęszczał do Akademii Marynarki Wojennej w latach 1902–1906. Pomiędzy 1907 a 1909 rokiem wziął udział w wokółziemskim rejsie Wielkiej Białej Floty na pokładzie pancernika „New Jersey”. Następnie służył na pancerniku „North Dakota” i krążowniku pancernym „Pittsburgh”, był adiutantem głównodowodzącego Floty Pacyfiku i instruktorem w Akademii Marynarki. Okres I wojny światowej spędził na pokładzie pancernika „New Mexico”.
W okresie międzywojennym pełnił szereg funkcji na morzu i w sztabach, między innymi w Strefie Kanału Panamskiego. Ukończył Naval War College. Od września 1938 do lutego 1940 roku dowodził pancernikiem „Arizona”. Następnie, awansowany do stopnia kontradmirała (Rear Admiral) został dowódcą 1. Eskadry Pancerników pełniąc jednocześnie funkcję szefa sztabu głównodowodzącego zespołami pancerników floty. Poległ 7 grudnia 1941 roku, podczas japońskiego ataku na bazę w Pearl Harbor, na pokładzie swego flagowego pancernika „Arizona”. Jego ciało pozostało wewnątrz wraku, zamienionego na pomnik. Pośmiertnie został odznaczony Medalem Honoru. Na jego cześć swe nazwy otrzymały dwa niszczyciele US Navy: „Kidd” (DD-661) oraz „Kidd” (DDG-993).
Jego syn, Isaac C. Kidd, Jr., również był admirałem US Navy.